# Harréville-les-Chanteurs
Harréville-les-Chanteurs est une commune française située dans le département de la Haute-Marne, en région Grand Est.

### Localisation

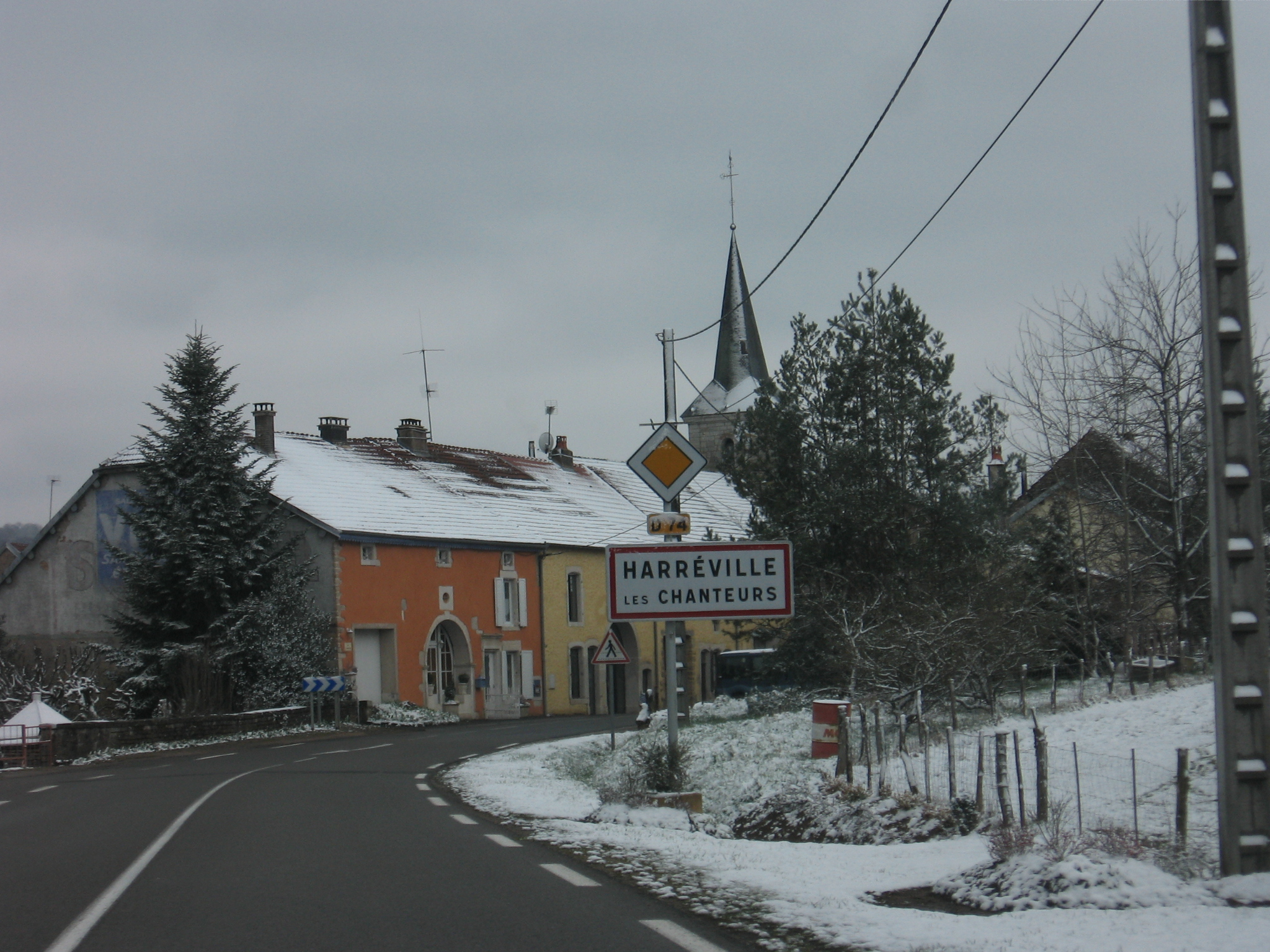
Harréville-les-Chanteurs.

## Géographie

### Hydrographie
La commune est dans le bassin versant de la Meuse au sein du bassin Rhin-Meuse. Elle est drainée par la Meuse,.
La Meuse traverse la commune dans sa partie centrale. Elle prend sa source au Châtelet-sur-Meuse, et se jette dans la mer du Nord après un cours long d'approximativement 950 kilomètres traversant la France, la Belgique et les Pays-Bas. Les caractéristiques hydrologiques de la Meuse sont données par la station hydrologique située sur la commune de Bourmont-entre-Meuse-et-Mouzon. Le débit moyen mensuel est de 3,93 m3/s. Le débit moyen journalier maximum est de 132 m3/s, atteint lors de la crue du 30 décembre 2001. Le débit instantané maximal est quant à lui de 269 m3/s, atteint le même jour.

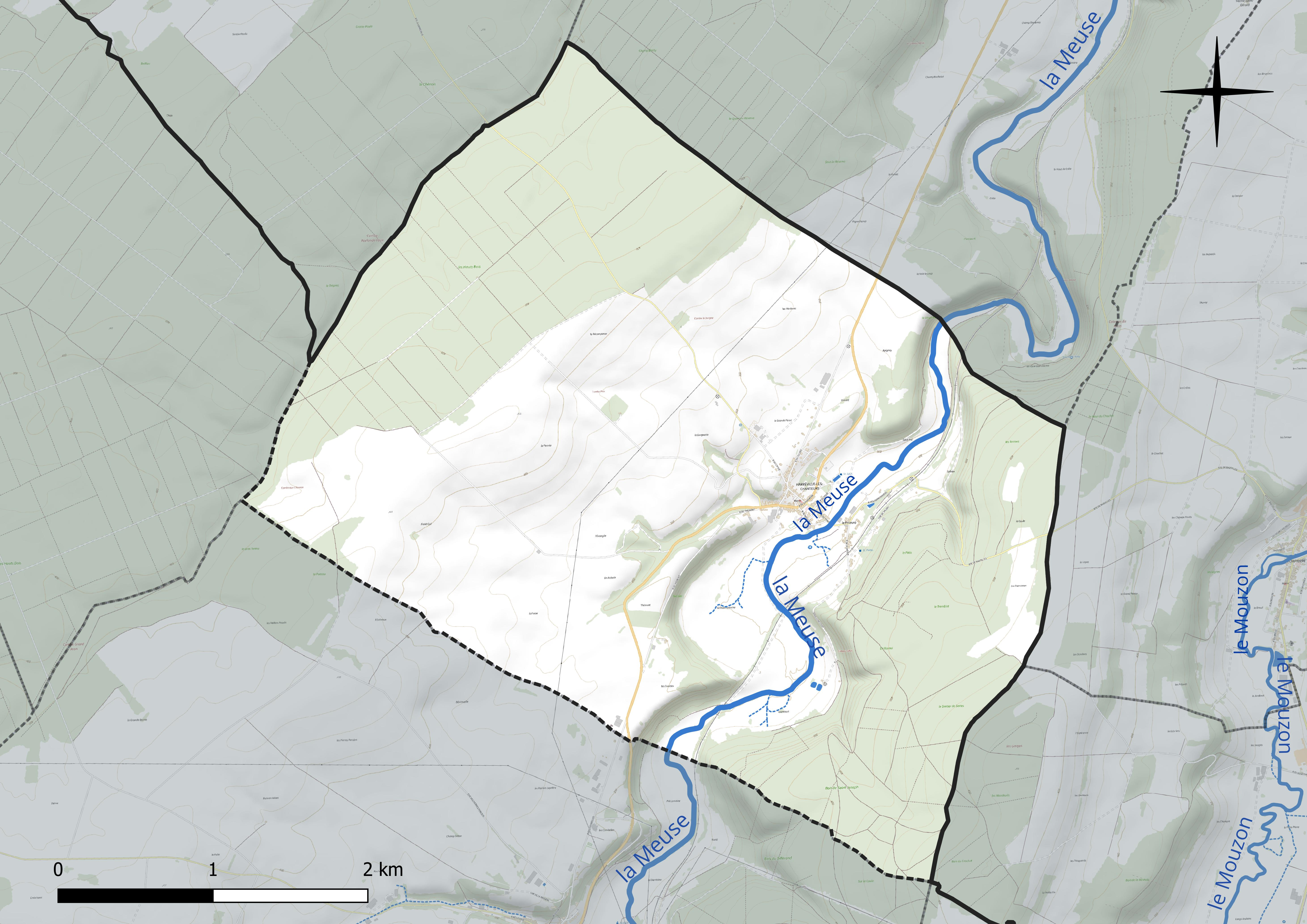
Réseau hydrographique d'Harréville-les-Chanteurs.

### Climat
Pour des articles plus généraux, voir Climat du Grand Est et Climat de la Haute-Marne.
En 2010, le climat de la commune est de type climat de montagne, selon une étude du Centre national de la recherche scientifique s'appuyant sur une série de données couvrant la période 1971-2000. En 2020, Météo-France publie une typologie des climats de la France métropolitaine dans laquelle la commune est exposée à un climat océanique altéré et est dans la région climatique  Lorraine, plateau de Langres, Morvan, caractérisée par un hiver rude (1,5 °C), des vents modérés et des brouillards fréquents en automne et hiver. 
Pour la période 1971-2000, la température annuelle moyenne est de 9,5 °C, avec une amplitude thermique annuelle de 16,9 °C. Le cumul annuel moyen de précipitations est de 971 mm, avec 13 jours de précipitations en janvier et 9,5 jours en juillet. Pour la période 1991-2020, la température moyenne annuelle observée sur la station météorologique de Météo-France la plus proche, « Rollainville », sur la commune de Rollainville à 13 km à vol d'oiseau, est de 10,3 °C et le cumul annuel moyen de précipitations est de 860,3 mm. 
La température maximale relevée sur cette station est de 39,6 °C, atteinte le 25 juillet 2019 ; la température minimale est de −18,2 °C, atteinte le 20 décembre 2009,,. 
Les paramètres climatiques de la commune ont été estimés pour le milieu du siècle (2041-2070) selon différents scénarios d'émission de gaz à effet de serre à partir des nouvelles projections climatiques de référence DRIAS-2020. Ils sont consultables sur un site dédié publié par Météo-France en novembre 2022.

## Urbanisme

### Typologie
Au 1er janvier 2024, Harréville-les-Chanteurs est catégorisée commune rurale à habitat dispersé, selon la nouvelle grille communale de densité à sept niveaux définie par l'Insee en 2022.
Elle est située hors unité urbaine. Par ailleurs la commune fait partie de l'aire d'attraction de Neufchâteau, dont elle est une commune de la couronne,. Cette aire, qui regroupe 72 communes, est catégorisée dans les aires de moins de 50 000 habitants,.

### Occupation des sols
L'occupation des sols de la commune, telle qu'elle ressort de la base de données européenne d’occupation biophysique des sols Corine Land Cover (CLC), est marquée par l'importance des territoires agricoles (50,1 % en 2018), une proportion identique à celle de 1990 (50,1 %). La répartition détaillée en 2018 est la suivante : 
forêts (47,9 %), terres arables (34,5 %), prairies (15,6 %), zones urbanisées (1,9 %), milieux à végétation arbustive et/ou herbacée (0,1 %). L'évolution de l’occupation des sols de la commune et de ses infrastructures peut être observée sur les différentes représentations cartographiques du territoire : la carte de Cassini (XVIIIe siècle), la carte d'état-major (1820-1866) et les cartes ou photos aériennes de l'IGN pour la période actuelle (1950 à aujourd'hui).

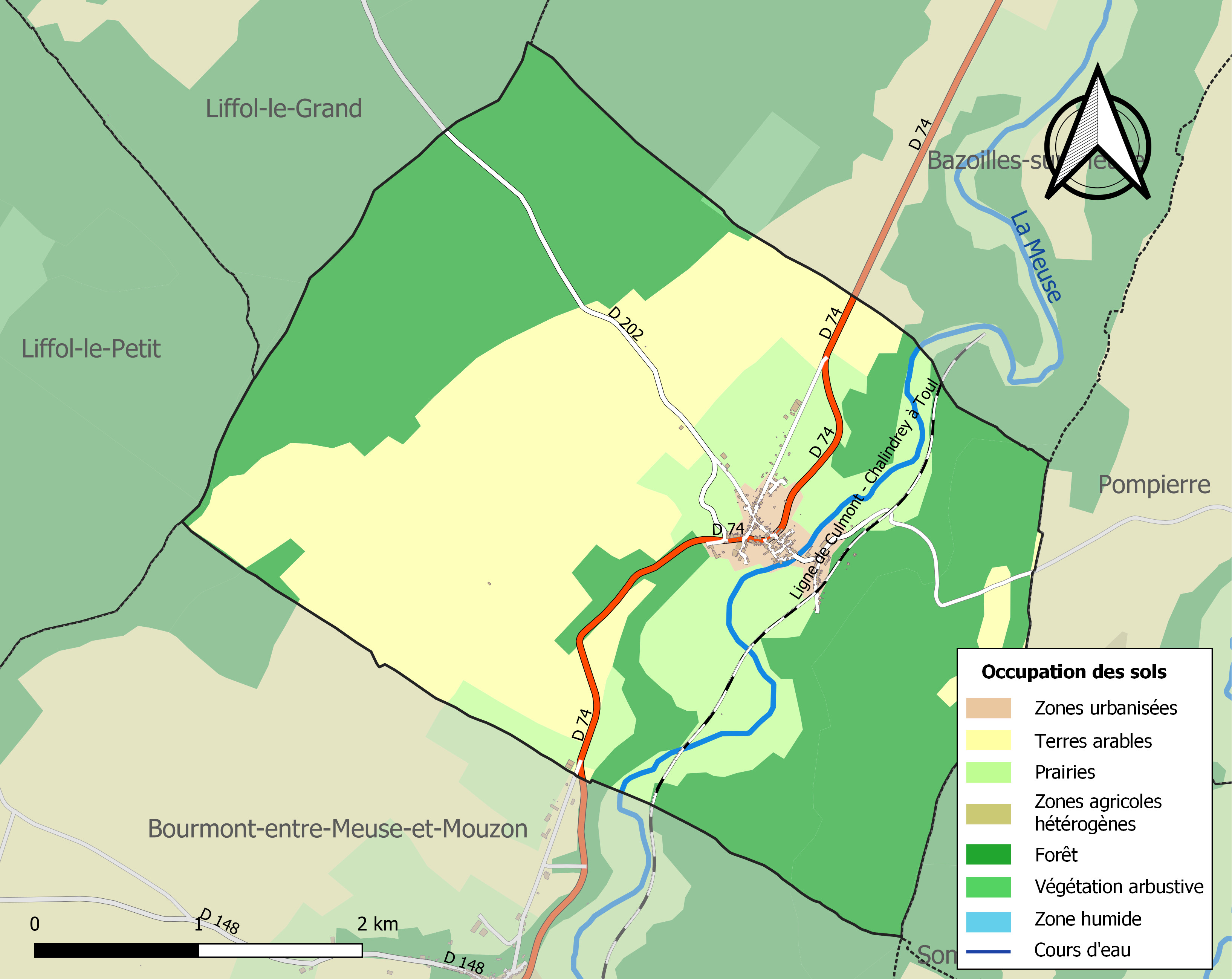
Carte des infrastructures et de l'occupation des sols de la commune en 2018 (CLC).

## Toponymie
Le nom de la localité est attesté sous les formes Harevilla (vers 902) ; In pago at comitatu Solecinse, id est Herei villam (904) ; Harevila (1200) ; Herevilla (1232) ; Harivilla (1402) ; Haréville-sur-Meuse (1779) ; Haréville (XVIIIe siècle).

Harréville a pris le nom d'Harréville-les-Chanteurs en 1907 qui évoque une activité de naguère, en référence au colporteurs. Beaucoup d’hommes du village subsistaient en courant les chemins six mois de l’année, les épaules chargées d’une énorme « boutique » (une balle). Ils avaient tous le surnom de « Chanteurs de saint Hubert » car ils présentaient des amulettes et des images de saint Hubert, chantaient des cantiques sur les places aux fêtes paroissiales et vendaient articles de piété, mercerie et rubans, ils distribuaient des cornets ou clefs de saint Hubert, petits fers à rougir au feu avant de l’appuyer sur la plaie ou le front d’un animal mordu par une bête enragée, censés éviter la propagation de la rage. Le qualificatif de « chanteurs » ajouté au toponyme Harréville, rappelle ces traditions.

## Histoire
- Le 19 juin 1940, le 12e régiment de tirailleurs sénégalais subit des pertes énormes en tentant d'arrêter l'avance de l'armée allemande.
- Le chef de bataillon  Graff doit stopper l'avancée allemande au niveau du pont du village. Le bataillon se battra jusqu'au bout mais sera décimé. Un monument a été érigé en souvenir de cet acte de bravoure.

## Politique et administration
| Période                                  | Période  | Identité            | Étiquette | Qualité |
| ---------------------------------------- | -------- | ------------------- | --------- | ------- |
| avant 1988                               | ?        | René Badoinot       |           |         |
| mars 2001                                | 2013     | Patrick Demangeot   |           |         |
| 2013                                     | En cours | Pierre-Jean Lambert |           |         |
| Les données manquantes sont à compléter. |          |                     |           |         |

## Population et société

### Démographie

#### Évolution démographique
L'évolution du nombre d'habitants est connue à travers les recensements de la population effectués dans la commune depuis 1793. Pour les communes de moins de 10 000 habitants, une enquête de recensement portant sur toute la population est réalisée tous les cinq ans, les populations de référence des années intermédiaires étant quant à elles estimées par interpolation ou extrapolation. Pour la commune, le premier recensement exhaustif entrant dans le cadre du nouveau dispositif a été réalisé en 2004.

En 2022, la commune comptait 267 habitants, en évolution de −10,7 % par rapport à 2016 (Haute-Marne : −4,62 %, France hors Mayotte : +2,11 %).
| 1793 | 1800 | 1806 | 1821 | 1831 | 1836 | 1841 | 1846 | 1851 |
| ---- | ---- | ---- | ---- | ---- | ---- | ---- | ---- | ---- |
| 670  | 520  | 647  | 707  | 755  | 736  | 724  | 712  | 680  |

| 1856 | 1861 | 1866 | 1872 | 1876 | 1881 | 1886 | 1891 | 1896 |
| ---- | ---- | ---- | ---- | ---- | ---- | ---- | ---- | ---- |
| 621  | 587  | 577  | 506  | 516  | 511  | 508  | 510  | 520  |

| 1901 | 1906 | 1911 | 1921 | 1926 | 1931 | 1936 | 1946 | 1954 |
| ---- | ---- | ---- | ---- | ---- | ---- | ---- | ---- | ---- |
| 523  | 518  | 470  | 416  | 434  | 362  | 318  | 340  | 329  |

| 1962 | 1968 | 1975 | 1982 | 1990 | 1999 | 2004 | 2006 | 2009 |
| ---- | ---- | ---- | ---- | ---- | ---- | ---- | ---- | ---- |
| 345  | 339  | 289  | 333  | 286  | 303  | 278  | 270  | 275  |

| 2014 | 2019 | 2022 | - | - | - | - | - | - |
| ---- | ---- | ---- | - | - | - | - | - | - |
| 293  | 278  | 267  | - | - | - | - | - | - |

## Culture locale et patrimoine

### Lieux et monuments

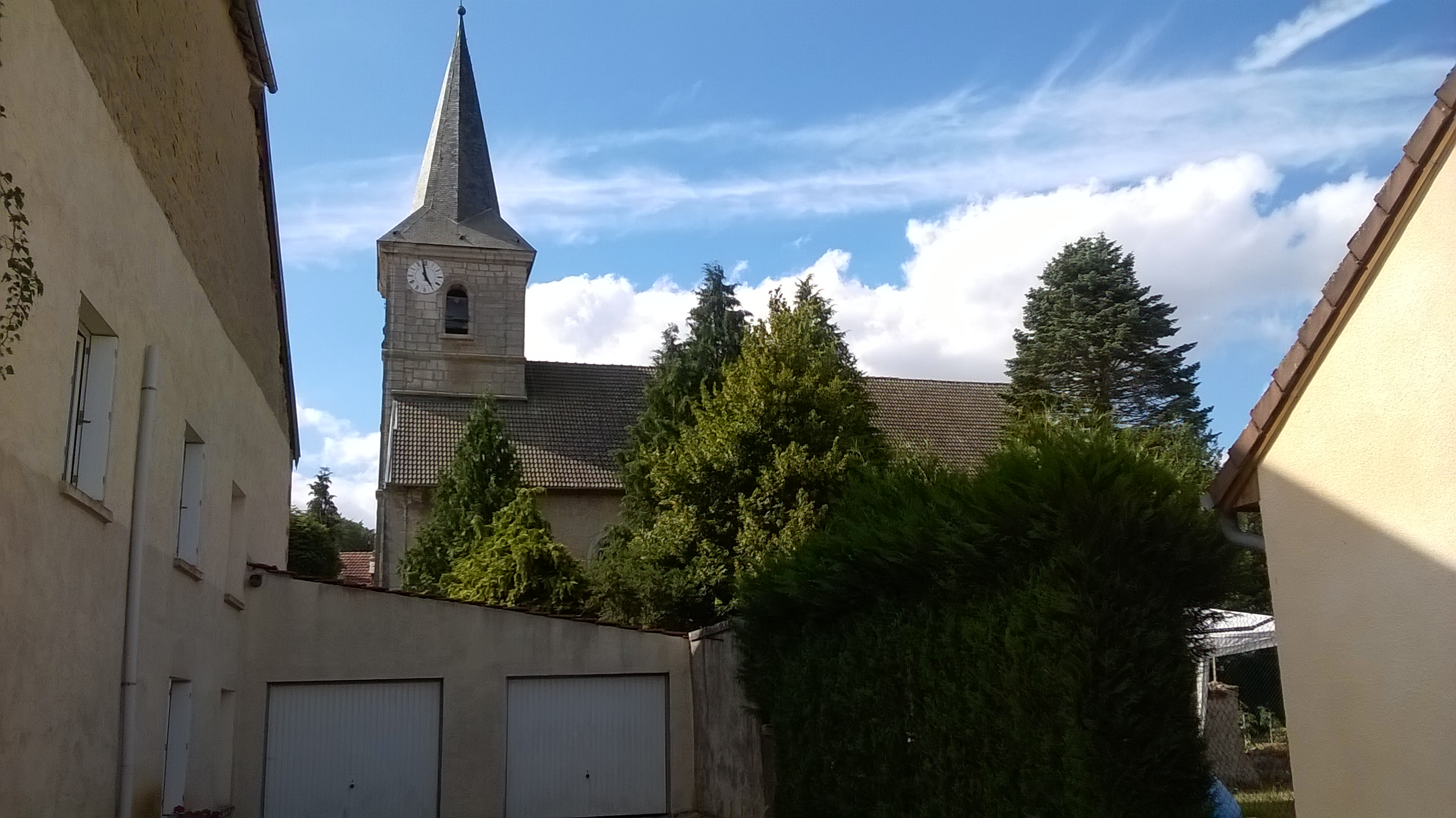
L'église.

Monument aux morts, restauré et déplacé en 2005. Il est situé derrière la mairie sur une nouvelle esplanade créée pour l'occasion (accès par la route principale en passant par le côté gauche de l'unique café-bureau de poste, face à l'église, ou en passant par la Grand'rue (à mi-chemin de cette dernière)).

### Personnalités liées à la commune
- Georges Maire, né sur la commune en 1883, député et sénateur de la Haute-Marne.

### Héraldique
| Blason de Harréville-les-Chanteurs | Blason  | D'azur au colporteur contourné marchant d'argent chargé de sa balle du même, habillé, coiffé et chaussé d'or, accosté de deux bars du même; au chef cousu de gueules chargé d'une croix papale d’or, accostée de deux vannets d'argent. |
| Blason de Harréville-les-Chanteurs | Détails | Création Robert André Louis. Adopté le 26 juin 2019. |